# مرز بوم
مرز بوم‌شناسی (Sexecology)یک اصطلاح ابداعی است که از سوی دو هنرپیشه هنر اجرا به نام‌های پروفسورالیزابت استیونز ودکتر آنی اسپرینکل بیان شده‌است. این حرکت به دنبال ایجاد عاطفه عمیق میان انسان و طبیعت است به گونه ای که نگاه انسان‌ها به زمین و طبیعت به مانند معشوق باشد. این دانش به دنبال راهکارهایی است تا فعالیت‌های زیست محیطی بیشتر سرگرم کنندتا متنوع گردند.